# Lokma

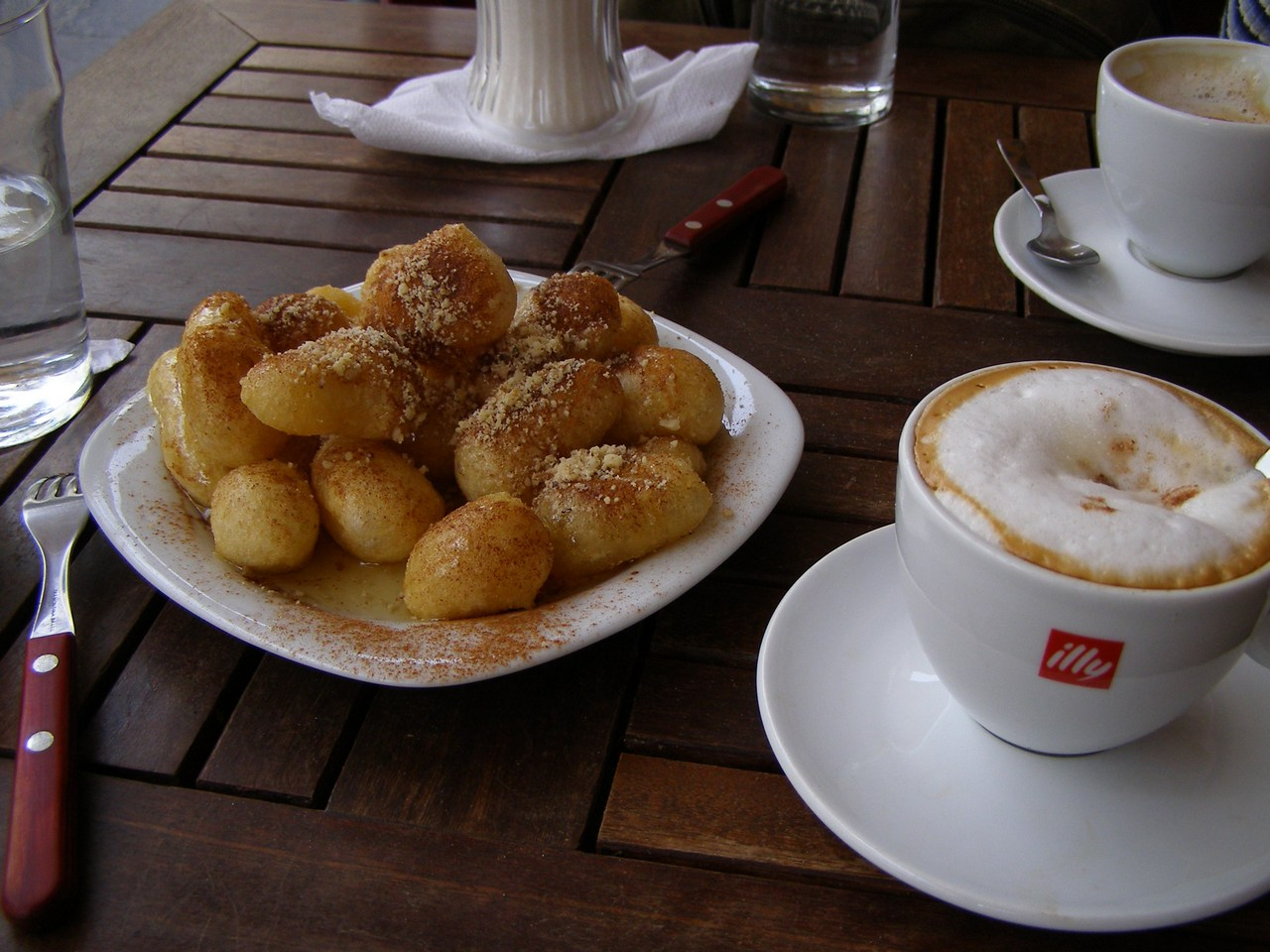
Lokma cu miere și scorțișoară

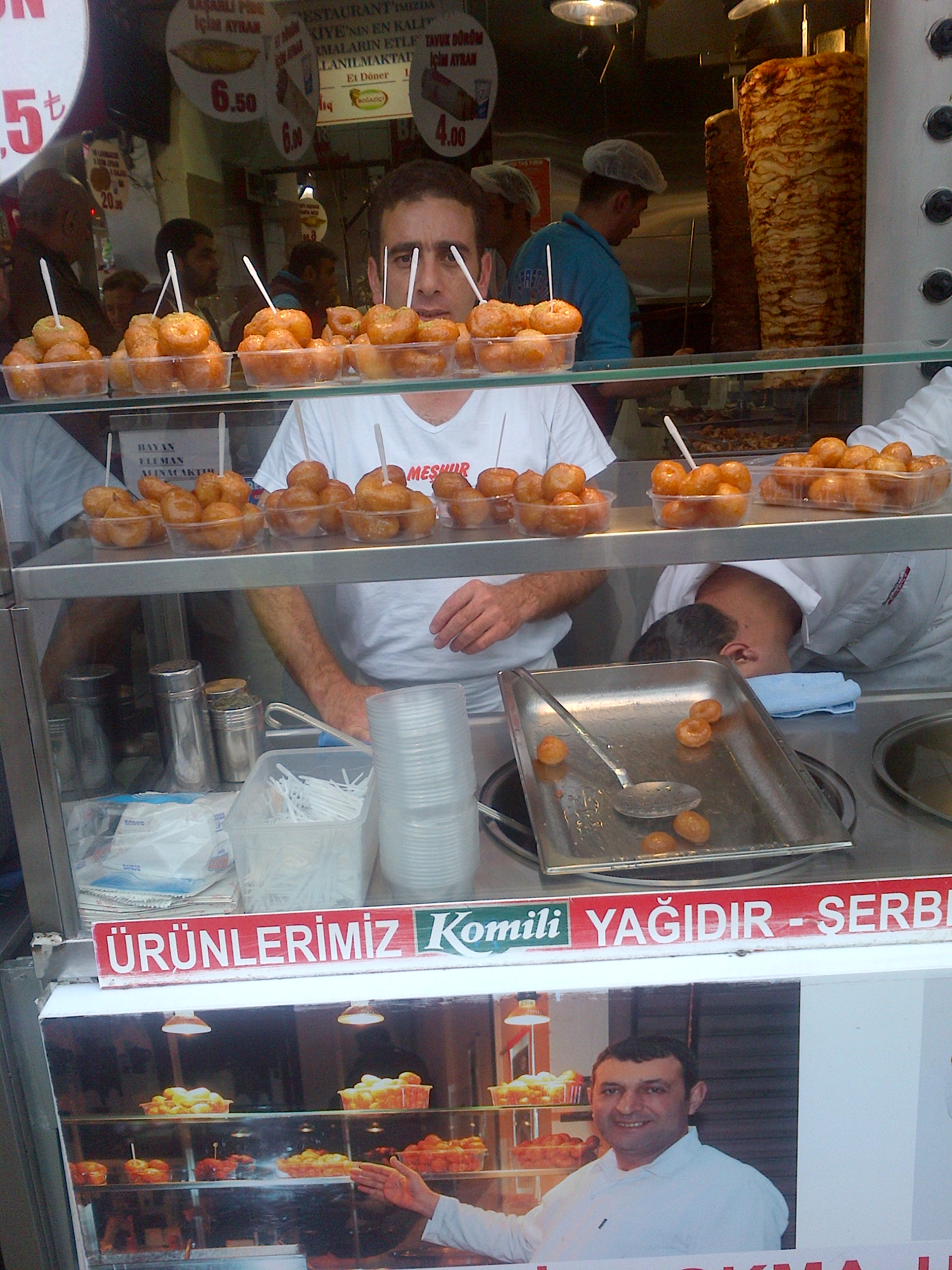
Imbiss pentru lokma și chebap în Istanbul

Lokma (în turcă) sau Loukoumades (în greacă: λουκουμάδες) este un desert cunoscut în bucătăria arabă, greacă, persană, și turcească. Loukoumades sunt bile de aluat preparate în Grecia dintr-un aluat special de drojdie cu scorțișoară și prăjite apoi în grăsime. În turcă, bilele sunt numite "lokma", în traducere "mușcătură", iar în acest caz, de obicei,  nu este folosită la fel de multă scorțisoară ca în varianta greacă. La servire, bilele sunt înmuiate în sirop de zahăr sau miere, presărate cu scorțișoară și consumate fie cu furculița, fie pe un băț de lemn sau cu mâna.
În majoritatea țărilor sunt cunoscute mai mult ca desert. În Grecia, Loukoumades sunt consumate la micul dejun sau ca o gustare între mese.

## Etimologie
În limba turcă, cuvântul lokma înseamnă mușcătură. Se acceptă, că există și o legătură cu limba araba لقمة luqma(t). O variantă, numită لقمة القاضي luqmat al-qadi ("mușcătura judecătorului"), a fost descrisă de al-Baghdadi, în secolul al XIII-lea și se prepară în țările arabe până astăzi. Cuvântul grecesc λουκουμάς (loukoumas, "gogoașă") este derivat la rândul său din limba turcă lokma.
În limba română, substantivul locma vine din limba turcă și înseamnă mâncare gustoasă.